# Football Club Sion
El Football Club de Sion es un club de fútbol suizo, de la ciudad de Sion en Valais. Fue fundado en 1909 y disputa sus partidos como local en el Stade Tourbillon. Actualmente juega en la Superliga de Suiza. Los colores tradicionales del club son el rojo y blanco.
A pesar de ser un histórico del fútbol suizo, el Sion solo cuenta con dos campeonatos de liga en sus vitrinas,  pero es el segundo equipo suizo con mayor palmarés en la Copa, con 13 títulos, solo por detrás del Grasshopper-Club Zürich. En 2006, mientras jugaba en la Segunda División suiza (Challenge League), el F. C. Sion ganó la Copa Suiza y se convirtió, así, en el primer club de esta categoría en ganarla.

## Uniforme
- Uniforme titular: Camiseta roja, pantalón blanco, medias rojas
- Uniforme suplente: Camiseta gris, pantalón gris, medias grises
- Uniforme alternativo: Por presentarse

### Titular
| 2024-25 |

### Suplente
| 2024-25 |

### Alternativo
| 2023-24 |

## Jugadores

### Altas y bajas 2023-24 (invierno)
Altas 
| Jugador            | Nacionalidad        | Posición  | Procedencia        | Tipo     | Precio    |
| ------------------ | ------------------- | --------- | ------------------ | -------- | --------- |
| Jan Kronig         | Bandera de Suiza    | Defensa   | FC Aarau           | Traspaso | ?         |
| Jean-Claude Ntenda | Bandera de Francia  | Defensa   | Juventus Next Gen  | Préstamo | --        |
| Georgi Rusev       | Bandera de Bulgaria | Delantero | FC CSKA 1948 Sofia | Traspaso | 700.000 € |

Bajas 
| Jugador            | Nacionalidad         | Posición      | Destino              | Tipo     | Precio |
| ------------------ | -------------------- | ------------- | -------------------- | -------- | ------ |
| Heinz Lindner      | Bandera de Austria   | Portero       | Union Saint-Gilloise | Préstamo | --     |
| Siyar Doldur       | Bandera de Suiza     | Defensa       | FC Locarno           | Traspaso | Libre  |
| Sandro Theler      | Bandera de Suiza     | Defensa       | FC Aarau             | Traspaso | ?      |
| Nathanaël Saintini | Bandera de Martinica | Defensa       | FC Kryvbas           | Préstamo | --     |
| Denis-Will Poha    | Bandera de Francia   | Mediocampista | QRM                  | Préstamo | --     |
| Kevin Halabaku     | Bandera de Kosovo    | Delantero     | FC Schaffhausen      | Préstamo | --     |
| Yassin Fortune     | Bandera de Francia   | Delantero     | FC Polissya          | Préstamo | --     |

## Palmarés

### Torneos Nacionales (15)
- Superliga de Suiza (2): 1992, 1997
- Copa de Suiza (13): 1965, 1974, 1980, 1982, 1986, 1991, 1995, 1996, 1997, 2006, 2009, 2011, 2015
- Challenge League (1): 2024

## Participación en competiciones de la UEFA
| Temporada | Torneo                    | Ronda              | Club                | Casa | Visita | Global        |
| --------- | ------------------------- | ------------------ | ------------------- | ---- | ------ | ------------- |
| 1965–66   | European Cup Winners' Cup | 1                  | Galatasaray         | 5–1  | 1–2    | 6–3           |
| 1965–66   | European Cup Winners' Cup | 2                  | Magdeburg           | 2–2  | 1–8    | 3–10          |
| 1973–74   | UEFA Cup                  | 1                  | Lazio               | 3–1  | 0–3    | 3–4           |
| 1974–75   | European Cup Winners' Cup | 1                  | Malmö FF            | 1–0  | 0–1    | 1–1 (pks)     |
| 1980–81   | European Cup Winners' Cup | 1                  | Haugar              | 1–1  | 0–2    | 1–3           |
| 1982–83   | European Cup Winners' Cup | Preliminar         | Aberdeen            | 1–4  | 0–7    | 1–11          |
| 1984–85   | UEFA Cup                  | 1                  | Atlético Madrid     | 1–0  | 3–2    | 4–2           |
| 1984–85   | UEFA Cup                  | 2                  | Željezničar         | 1–1  | 1–2    | 2–3           |
| 1986–87   | European Cup Winners' Cup | 1                  | Aberdeen            | 3–0  | 1–2    | 4–2           |
| 1986–87   | European Cup Winners' Cup | 2                  | Katowice            | 3–0  | 2–2    | 5–2           |
| 1986–87   | European Cup Winners' Cup | Cuartos de final   | Lokomotiv Leipzig   | 0–0  | 0–2    | 0–2           |
| 1987–88   | UEFA Cup                  | 1                  | Velež Mostar        | 3–0  | 0–5    | 3–5           |
| 1989–90   | UEFA Cup                  | 1                  | Iraklis             | 2–0  | 0–1    | 2–1           |
| 1989–90   | UEFA Cup                  | 2                  | FC Karl-Marx-Stadt  | 2–1  | 1–4    | 3–5           |
| 1991–92   | European Cup Winners' Cup | 1                  | Valur               | 1–1  | 1–0    | 2–1           |
| 1991–92   | European Cup Winners' Cup | 2                  | Feyenoord           | 0–0  | 0–0    | 0–0 (3–5 pks) |
| 1992–93   | UEFA Champions League     | 1                  | Tavriya Simferopol  | 4–1  | 3–1    | 7–2           |
| 1992–93   | UEFA Champions League     | 2                  | Porto               | 2–2  | 0–4    | 2–6           |
| 1994–95   | UEFA Cup                  | 1                  | Apollon Limassol    | 2–3  | 3–1    | 5–4 (aet)     |
| 1994–95   | UEFA Cup                  | 2                  | Olympique Marseille | 2–0  | 1–3    | 3–3 (a)       |
| 1994–95   | UEFA Cup                  | 3                  | Nantes Atlantique   | 2–2  | 0–4    | 2–6           |
| 1995–96   | European Cup Winners' Cup | Clasificatoria     | Tiligul Tiraspol    | 3–2  | 0–0    | 3–2           |
| 1995–96   | European Cup Winners' Cup | 1                  | AEK Athens          | 2–2  | 0–2    | 2–4           |
| 1996–97   | European Cup Winners' Cup | Clasificatoria     | Kareda Šiauliai     | 4–2  | 0–0    | 4–2           |
| 1996–97   | European Cup Winners' Cup | 1                  | Nyva Vínnitsa       | 2–0  | 4–0    | 6–0           |
| 1996–97   | European Cup Winners' Cup | 2                  | Liverpool           | 1–2  | 3–6    | 4–8           |
| 1997–98   | UEFA Champions League     | 1.ª Clasificatoria | Jeunesse Esch       | 4–0  | 1–0    | 5–0           |
| 1997–98   | UEFA Champions League     | 2.ª Clasificatoria | Galatasaray         | 1–4  | 1–4    | 2–8           |
| 1997–98   | UEFA Cup                  | 1                  | Spartak Moscow      | 0–1  | 1–5    | 1–6           |
| 2006–07   | UEFA Cup                  | 2.ª Clasificatoria | Ried                | 1–0  | 0–0    | 1–0           |
| 2006–07   | UEFA Cup                  | 1                  | Bayer 04 Leverkusen | 0–0  | 1–3    | 1–3           |
| 2007–08   | UEFA Cup                  | 2.ª Clasificatoria | Ried                | 3–0  | 1–1    | 4–1           |
| 2007–08   | UEFA Cup                  | 1                  | Galatasaray         | 3–2  | 1–5    | 4–7           |
| 2009–10   | UEFA Europa League        | Play-off           | Fenerbahçe          | 0–2  | 2–2    | 2–4           |
| 2011–12   | UEFA Europa League        | Play-off           | Celtic              | 0–3  | 0–3    | 0–61          |
| 2015–16   | UEFA Europa League        | Grupo B            | Rubin Kazan         | 2–1  | 0–2    | 2º Lugar      |
| 2015–16   | UEFA Europa League        | Grupo B            | Liverpool           | 0–0  | 1–1    | 2º Lugar      |
| 2015–16   | UEFA Europa League        | Grupo B            | Bordeaux            | 1–1  | 1–0    | 2º Lugar      |
| 2015–16   | UEFA Europa League        | 1/16               | Braga               | 1–2  | 2–2    | 3–4           |
| 2017–18   | UEFA Europa League        | 3.ª Clasificatoria | Sūduva              | 1–1  | 0–3    | 1–4           |

1- El Celtic hizo una protesta por los jugadores no elegibles para el torneo que puso el Sion durante la serie de play-off, la cual ganó el Sion 3–1 en el marcador global (ida: 0–0; vuelta: 3–1). El comité de control y disciplina de la UEFA aceptó la protesta y le acreditó la victoria en ambos partidos al Celtic por marcador de 3–0. Como consecuencia, Celtic clasificó a la fase de grupos de la UEFA Europa League.